# Willie McGinest
William Lee McGinest, Jr. (Long Beach, Califórnia, 11 de dezembro de 1971) é ex um jogador profissional de futebol americano estadunidense que foi campeão da temporada de 2001 da National Football League jogando pelo New England Patriots.